# Kreisaukretsen

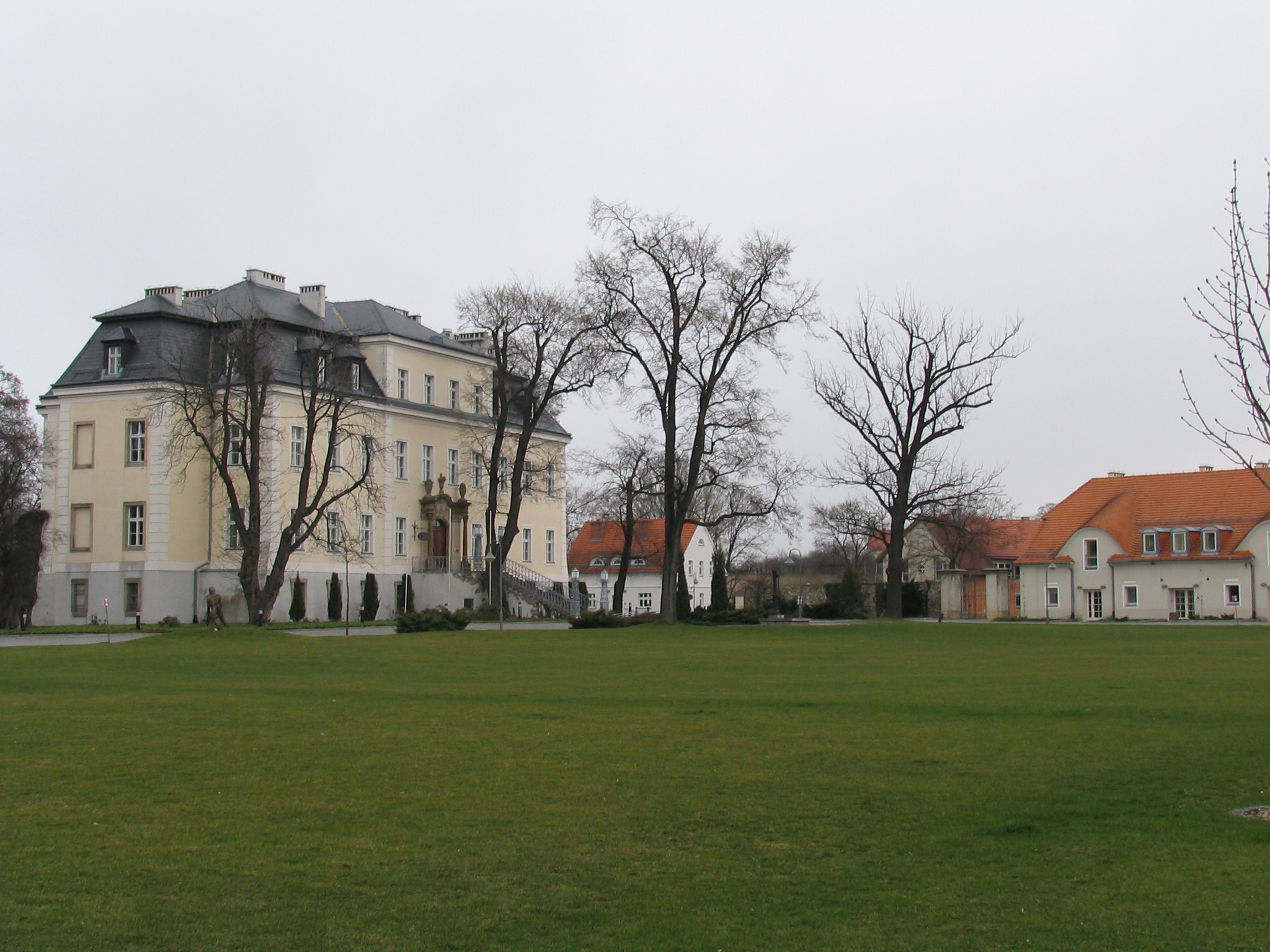
Slottet i Kreisau, nuvarande Krzyżowa i Polen.

Kreisaukretsen, tyska: Kreisauer Kreis, var en motståndsgrupp i Nazityskland som planerade ett maktövertagande av en bred politisk koalition efter Adolf Hitlers död. Namnet Kreisauer Kreis myntades av Gestapo-utredarna, efter orten Kreisau där gruppen höll sina viktigaste möten. Målet var att efter Hitlers död montera ned den nazistiska totalitära enpartistaten och återupprätta en demokratisk och decentraliserad tysk rättsstat, enligt kristna humanitära principer. Till kretsen anslöt sig medlemmar ur många skilda politiska grupper. Den inre kretsen bestod av ett tjugotal personer. Förutom den adliga konservativa kretsen omkring Helmuth von Moltke och Peter Yorck von Wartenburg fanns även rojalister, socialister, kristna och liberaler i kretsen.

## Historia

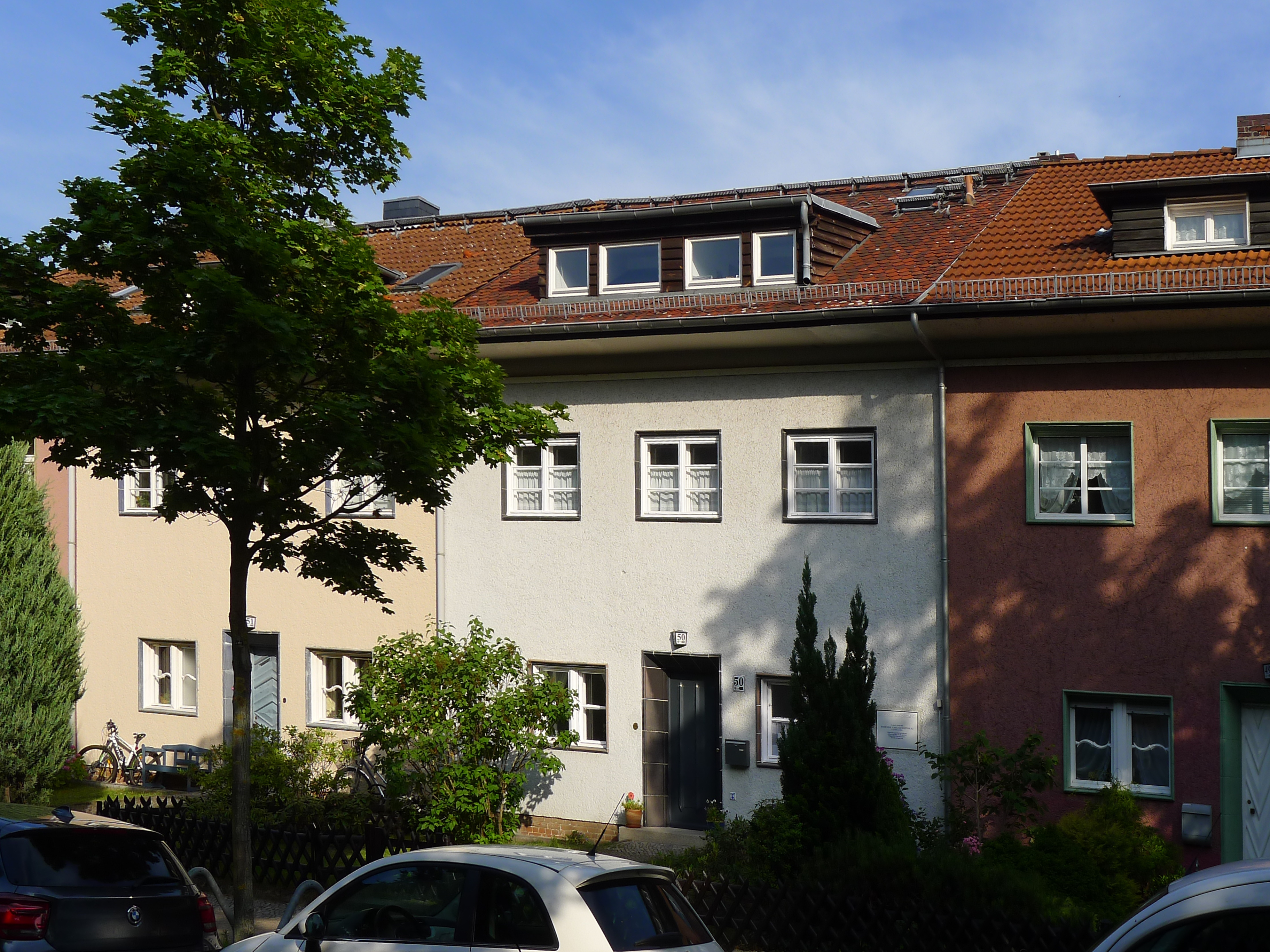
I Peter Yorck von Wartenburgs hus på Hortensienstrasse 50 i Lichterfelde i sydvästra Berlin träffades den så kallade "Grevegruppen" 1938-1940.

Yorck von Wartenburg och von Moltke var på var sitt håll värdar för oppositionella diskussionssammankomster under slutet av 1930-talet, bland annat i Yorcks bostad i Lichterfelde i Berlin, där Yorck och von Moltke för första gången beslöt att bilda en gemensam grupp.
Inledande möten hölls på Helmuth von Moltkes gods i Kreisau och därefter i oktober 1940, på Ernst von Borsigs gods i Gross Behnitz vid Nauen väster om Berlin. Vid detta möte beslutades att kretsen skulle utvidgas. Organisationen skedde i löst sammansatta celler, som var för sig ansvarade för kontakter med andra oppositionella och motståndsrörelser. Gruppen träffades vid ytterligare tre tillfällen på von Moltkes gods i Kreisau i Nedre Schlesien i maj och oktober 1942 och i juni 1943. Det sista mötet var starkt präglat av den militära vändpunkten efter slaget om Stalingrad tidigare samma år. Gruppen splittrades efter att von Moltke arresterats av Gestapo i början av 1944, då Julius Leber istället tillfälligt intog en drivande roll inom de liberal-socialistiska motståndskretsarna.
Kreisaukretsen var mer socialistiskt och liberalt orienterad än de militära konservativa oppositionella kretsarna och stod tidvis i motsättning med kretsen omkring Carl Friedrich Goerdeler och Ludwig Beck. Till skillnad från de militära kretsarna planerade Kreisaukretsen aldrig någon militärkupp i konkreta termer utan diskuterade endast en möjlig utformning av en framtida tysk demokratisk stat.
Vissa av medlemmarna av Kreisaukretsen, anförda av Yorck och Haubach: Haeften, Trott, Reichwein, Leber, Gerstenmaier, van Husen, Lukaschek och Steltzer, anslöt sig 1944 till den grupp omkring Claus Schenk von Stauffenberg som planerade och aktivt genomförde 20 juli-attentatet mot Hitler.  I samband med utredningen kring den misslyckade 20 juli-kuppen avslöjades Kreisaukretsens existens. Många av medlemmarna avrättades i Plötzenseefängelset efter de massarresteringar som gjordes efter kuppen, även personer som inte själva medverkat vid kuppen.

## Medlemmar

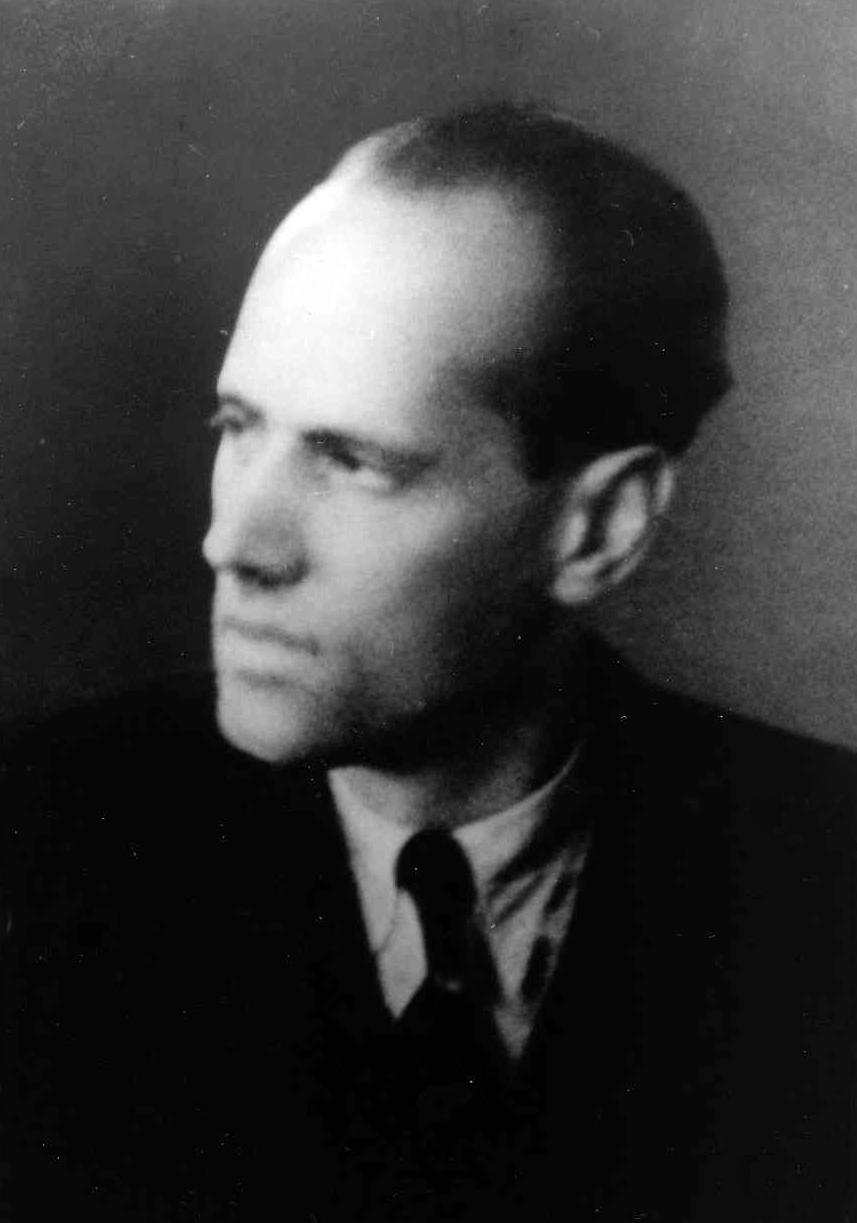
Helmuth James von Moltke (1945).

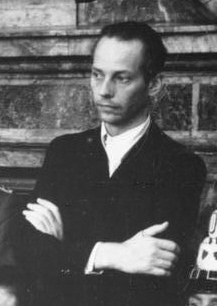
Peter Yorck von Wartenburg inför Volksgerichtshof.

- Helmuth James von Moltke, jurist, avrättad 1945.
- Freya von Moltke(en), jurist och författare, maka till Helmuth James von Moltke. Emigrerade med sönerna till Sydafrika efter kriget och avled i Norwich, Vermont i USA 2010.
- Peter Yorck von Wartenburg, jurist, avrättad 1944.
- Irene Yorck von Wartenburg, grevinna, syster till Peter Yorck von Wartenburg.
- Marion Yorck von Wartenburg, jurist, maka till Peter Yorck von Wartenburg, sedermera domare i Landgericht i Berlin.
- Adam von Trott zu Solz, jurist och diplomat, avrättad 1944.
- Hans Bernd von Haeften, diplomat, avrättad 1944.
- Theodor Steltzer, kristdemokratisk politiker, dömd till döden men överlevde kriget, ministerpresident i provinsen Schleswig-Holstein 1946-1947.
- Carl Dietrich von Trotha, jurist och ekonom, blev efter kriget högskollärare och aktiv inom den europeiska federativa rörelsen.
- Horst von Einsiedel, jurist och ekonom, dog i sovjetiskt fångläger i Sachsenhausen 1947.
- Eugen Gerstenmaier, kristdemokratisk politiker, sedermera talman för Västtysklands förbundsdag 1954-1969.
- Hans Lukaschek, kristdemokratisk politiker, sedermera Västtysklands flyktingminister 1949-1953.
- Adolf Reichwein, socialistisk politiker, avrättad 1944.
- Gustav Dahrendorf, socialdemokratisk politiker, sedermera chef inom den västtyska kooperativa rörelsen.
- Carlo Mierendorff, arbetarledare, dödad under bombangrepp i Leipzig 1943.
- Theodor Haubach, socialistisk politiker, avrättad 1945.
- Augustin Rösch, jesuitpräst, sedermera medlem av Bayerns senat och direktör för Caritas i Bayern.
- Alfred Delp, jesuitpräst, avrättad 1945.
- Lothar König, Röschs sekreterare, höll sig gömd och avled 1946.
- Harald Poelchau, fängelsepräst och socialist, skickade meddelanden mellan oppositionella och undgick upptäckt. Efter kriget verksam som präst i Berlin.

## I fiktion
Kreisaukretsen porträtteras bland annat i filmen Witness Against Hitler (1996), baserad på von Moltkes utgivna korrespondens med hustrun, Briefe an Freya 1939–1945, och i filmen Valkyria (2008). En fiktiv version av gruppen förekommer i spelet Return to Castle Wolfenstein (2001) och dess uppföljare Wolfenstein (2009) och Wolfenstein: The New Order, som baseras på en alternativ historieskrivning.